# Можно ли его простить?
Можно ли его простить? (азерб. Onu bağışlamaq olarmı?) — азербайджанский советский драматический фильм с элементами детектива 1959 года производства киностудии Азербайджанфильм.

## Синопсис
Фильм посвящён работе доблестных сотрудников советской милиции, которые отвечают за общественный порядок и уголовное преследование преступников. В составе сюжета — драматическая судьба молодого Тарлана, который находится под влиянием убийцы.

## Создатели фильма

### В ролях
Мехти Мамедов — майор Гайя Муршудов
Манана Абуйева — Севда
Исмаил Талыблы — Мирза
Григорий Тонунц — Тарлан
Окума Курбанова — Камаля ханум
Верико Анджапаридзе — мама
Мамедрза Шейхзаманов — полковник Курбанов
Гасанага Салаев — капитан Гудрат
Мухлис Джанизаде — старший лейтенант Ибрагимов
Бурджалы Аскеров — лейтенант Расулов
Этайя Алиева — тётя Сара
Малейка Агазаде — Гумру
Али Халилов — Шахмар
Мухтар Маниев — сержант милиции
Л. Алиева
Чингиз Садыков — пианист (в титрах не указан)

#### Роли дублировали (в титрах не указаны)
Амина Юсифкызы — Севда (Манана Абуйева)
Гасанага Салаев — Тарлан (Григорий Тонунц)
Садых Гусейнов — капитан Гудрат  (Гасанага Салаев)
Бахадур Алиев  — лейтенант Расулов (Бурджалы Аскеров)

### Административная группа
автор сценария: Мамедхусейн Тахмасиб
режиссёр-постановщик: Рза Тахмасиб
оператор-постановщик: Тейюб Ахундов
художник-постановщик: Надир Зейналов
композитор: Тофик Кулиев
второй режиссёр: А. Шушкин
звукооператор: Сабир Искандеров
художник по костюмам: Джабраиль Азимов
монтажёр: В. Миронова
ассистенты режиссёра: Л. Берладир, Р. Сарабский
консультант: М. Алиев (полковник милиции)
директор фильма: Башир Кулиев
оркестр: Азербайджанский государственный симфонический оркестр имени Узеира Гаджибекова
дирижёр: Тофик Кулиев
вокал: Шовкет Алекперова, Мирза Бабаев,Фирангиз Ахмедова